# Yoo Hae-jin
Yoo Hae-jin (* 4. Januar 1970 in Cheongju, Südkorea) ist ein südkoreanischer Schauspieler.

## Leben
Yoo Hae-jin ist einer der bekanntesten Nebendarsteller des südkoreanischen Kinos. Yoo schloss das Seoul Institute of the Arts im an der Fakultät für Theater ab. Seit 2016 spielte er mehrere Hauptrollen. Zunächst in der Actionkomödie Luck Key, dann im Politthriller 1987, der Familienkomödie Love+Sling, dem Filmdrama Intimate Strangers, dem Historienfilm Mal-Mo-E: The Secret Mission sowie dem Kriegsfilm The Battle: Roar to Victory.

## Filmografie (Auswahl)
- 1997: Blackjack (블랙잭)
- 1999: The Spy (간첩 리철진)
- 1999: Attack the Gas Station (주유소 습격 사건)
- 2001: Musa – Der Krieger (무사)
- 2005: The King and the Clown
- 2006: Tazza: The High Rollers
- 2007: Small Town Rivals
- 2009: War of the Wizards
- 2010: Moss
- 2010: The Unjust (부당거래 Budanggeorae)
- 2012: Miss Conspirator
- 2012: The Spies
- 2013: Pandemie (감기 Gamgi)
- 2014: Pirates – Das Siegel des Königs (해적: 바다로 간 산적)
- 2015: Veteran – Above the Law
- 2016: Luck Key
- 2017: Confidential Assignment
- 2017: A Taxi Driver (택시 운전사)
- 2017: 1987
- 2018: Love+Sling
- 2018: Intimate Strangers
- 2019: Mal-Mo-E: The Secret Mission (말모이)
- 2019: The Battle: Roar to Victory (봉오동 전투)

## Auszeichnungen
Daejong-Filmpreis
- 2006: Auszeichnung in der Kategorie Bester Nebendarsteller in The King and the Clown
- 2014: Auszeichnung in der Kategorie Bester Nebendarsteller in Pirates – Das Siegel des Königs

Blue Dragon Award
- 2010: Auszeichnung in der Kategorie Bester Nebendarsteller in Moss

Korean Film Award
- 2010: Auszeichnung in der Kategorie Bester Nebendarsteller in Moss

Baeksang Arts Awards
- 2015: Auszeichnung in der Kategorie Bester Nebendarsteller (Film) in Pirates – Das Siegel des Königs

Busan Film Critics Awards
- 2015: Auszeichnung in der Kategorie Bester Darsteller in Veteran

Korean Association of Film Critics Awards
- 2017: Auszeichnung in der Kategorie Bester Nebendarsteller in A Taxi Driver[2]